# Dinakar Ramakrishnan
Dinakar Ramakrishnan (* 1949 in Madras) ist ein indischer Mathematiker, der sich arithmetischer algebraischer Geometrie,  Zahlentheorie, Modulformen und automorphen Formen und Darstellungstheorie (Langlands-Programm, L-Funktionen, Galoisdarstellungen) befasst.
Ramakrishnan erhielt seinen Bachelor-Abschluss in Elektrotechnik an der University of Madras und einen Master-Abschluss (M.S.) in Elektrotechnik am Brooklyn Polytechnic Institute 1973 und einen Master in Mathematik (M.A.) 1977 an der Columbia University, an der er 1980 bei Hervé Jacquet promoviert (The Gelfand-Graev Representation of GL(n) over a Local Field). Als Post-Doktorand war er Dickson Instructor an der University of Chicago (1982–1983) und am Institute for Advanced Study (bei Spencer Bloch). Von 1983 bis 1985 war er Assistant Professor an der Johns Hopkins University und 1985 wurde er Assistant Professor und später Associate Professor an der Cornell University. Ab 1988 war er Professor am Caltech, an dem er 2007 Taussky-Todd-Lonergan Professor wurde und seit 2022 emeritiert ist.
Er war mehrfach am Institute for Advanced Study (1982, 1983, 1986, 1999, 2000 als Mitglied, 2016 als Gast), wobei er u. a. bei Robert Langlands war. 1993 war er Gastwissenschaftler am Isaac Newton Institute. 1992 war er Gastprofessor an der Universität Kreta und der Hebräischen Universität in Jerusalem.
Außer mit Zahlentheorie befasst er sich mit mathematischer Biologie.
1986 bis 1990 war er Sloan Research Fellow (u. a. 1986 am IAS).
Zu seinen Schülern gehört Chandrasekhar Khare.

## Schriften (Auswahl)
- Analogs of the Bloch-Wigner function for higher polylogarithms, Contemporary Mathematics, Band 55, 1986, S. 371–376 (Einführung Bloch-Wigner-Ramakrishnan Polylogarithmus-Funktion)[4]
- mit V. Kumar Murty: Period relations and the Tate conjecture for Hilbert modular surfaces, Inventiones Mathematicae, Band 89, 1987, S. 319–345
- mit D. Blasius: Maass forms and Galois representations, in: Y. Ihara, K. Ribet, J. P. Serre (Hrsg.), Galois groups over {\displaystyle \mathbb {Q} }, Proceedings of a workshop held March 23-27, 1987, MSRI, Springer 1989, S. 33–78
- Regulators, algebraic cycles, and values of L-functions, Algebraic K-theory and algebraic number theory (Honolulu, HI, 1987), Contemporary Mathematics, Band 83, 1989, S. 183–310
- mit Robert Langlands: The zeta functions of Picard modular surfaces,  Les publications CRM; Université de Montréal, 1992
- mit L. Barthel: A nonvanishing result for twists of L-functions of GL(n), Duke Mathematical Journal, Band 74, 1994, S. 681–700
- mit Don Blasius, M. Harris: Coherent cohomology, limits of discrete series, and Galois conjugation, Duke Mathematical Journal, Band 73, 1994, S. 647–685
- Pure motives and automorphic forms, in: Uwe Jannsen, Steven L Kleiman, Jean-Pierre Serre (Hrsg.), Motives, Teil 1, Proceedings of Symposia in Pure Mathematics, Band 55, American Mathematical Society, 1994, S. 411–446
- A refinement of the strong multiplicity one theorem for GL (2), Inventiones Mathematicae, Band 116,  1994, S. 645–649
- mit Jeffrey Hoffstein: Siegel zeros and cusp forms, International Mathematics Research Notices, 1995 (6), S. 279–308
- mit W. Luo: Determination of modular forms by twists of critical L-values, Inventiones Mathematicae, Band 130, 1997, S., 371–398
- On the coefficients of cusp forms, Mathematical Research Letters,  4 (2), 1997, S. 295–307
- mit R. J. Valenza: Fourier Analysis on Number Fields, Graduate Texts in Mathematics, Springer, 1999
- Modularity of the Rankin-Selberg L-series, and multiplicity one for SL (2), Annals of Mathematics, Band 152, 2000, S. 45–111
- Modularity of solvable Artin representations of GO (4)-type, International Mathematics Research Notices,  2002 (1), S. 1–54
- mit S. Wang: On the exceptional zeros of Rankin–Selberg L-functions, Compositio Mathematica, Band 135, 2003, S. 211–244
- mit Jonathan Rogawski: Average values of modular L-series via the relative trace formula, Pure Appl. Math. Q., Band 1,  Nr. 4, Special Issue: In memory of Armand Borel, Teil 3, 2005, S. 701–735
- mit Freydoon Shahidi: Siegel modular forms of genus 2 attached to elliptic curves,  Math. Research Letters, Band 14, 2007, S. 315–332
- mit Dipendra Prasad: On the self-dual representations of division algebras over local fields, American Journal of Mathematics, Band. 134, 2012, S. 749–772.